# AMC Airlines
A  AMC Airlines é uma companhia aérea do Egito.

## Frota

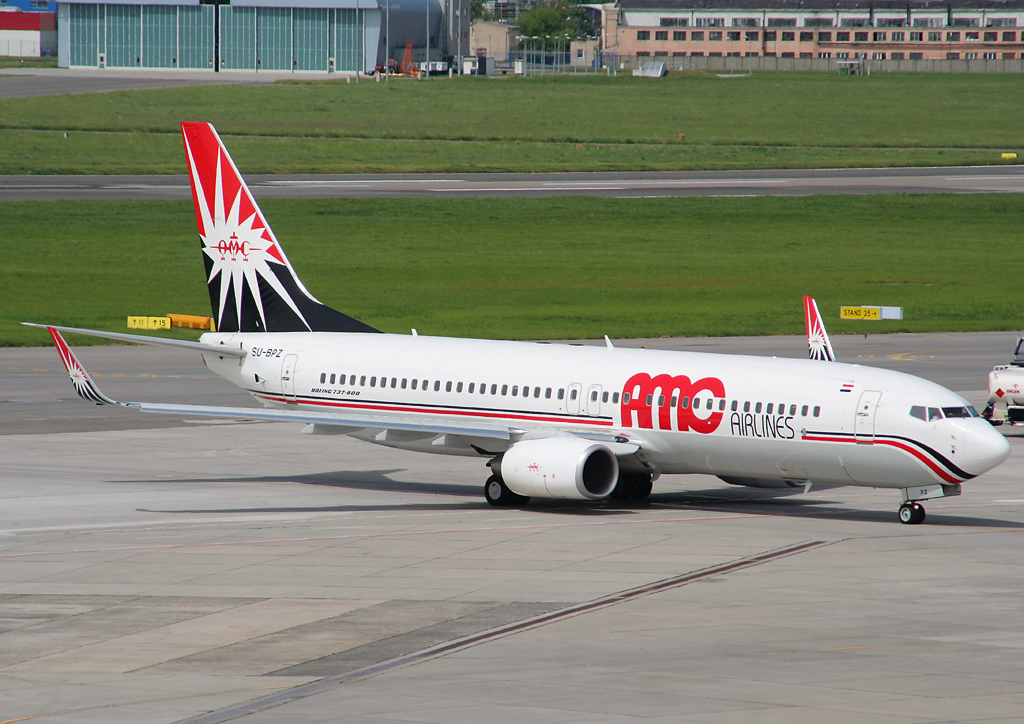
Boeing 737-800 da AMC Airlines.

Em agosto de 2017.
- 3 Boeing 737-500
- 1 Boeing 737-800